# Zhu Zhu
Zhu Zhu (chinois traditionnel : 朱珠 ; pinyin : Zhū Zhū), née le 19 juillet 1984 à Pékin, est une actrice, animatrice, mannequin et chanteuse chinoise.

## Biographie
Zhu Zhu est née le 19 juillet 1984 à Pékin, dans une famille de militaires originaire de Linhai dans la province du Zhejiang. Elle est la fille de Zhu Hanbin, un homme d'affaires chinois. Son grand-père Zhu Xuzhi, était un major général de l'Armée populaire de libération.
Zhu commence à apprendre à jouer du piano à l'âge de 3 ans. Au lycée, elle joue dans une pièce de théâtre en anglais intitulée Beauty and the Beast.
Zhu est diplômée de la Beijing Technology and Business University, où elle se spécialise dans l'ingénierie électronique et de l'information.

## Carrière
En 2005, Zhu rejoint MTV Chine où elle anime des programmes de musique, elle devient connue en tant que vidéo-jockey sur la chaîne. Zhu est découverte par des chasseurs de talents après avoir remporté un concours de chant locaux à Pékin, puis en se plaçant troisième au niveau national.
En 2007, Zhu signe avec le label de musique MBOX et son premier album sort en 2009.
En 2010, Zhu fait ses débuts au cinéma dans le film What Women Want, remake chinois de la comédie romantique américaine Ce que veulent les femmes, mettant en vedette Andy Lau et Gong Li.
En 2012, Zhu joue le personnage de Chi Chi dans le film américain de kung-fu L'Homme aux poings de fer, aux côtés de RZA, Russell Crowe, Cung Le, Lucy Liu, Byron Mann, Rick Yune, David Bautista, et Jamie Chung. Le film rapporte 3,1 millions de dollars sur son premier jour. Zhu joue également dans d'autres films, tels que Shanghai Calling et Cloud Atlas.
En 2014, Zhu interprète le rôle de Kokachin dans la série américaine Marco Polo, dont la première saison est diffusée sur Netflix en décembre 2014. Zhu continue de jouer au cinéma, notamment dans le premier rôle féminin du film Last Flight, aux côtés d'Ed Westwick, Leon Lee et Cary Alexander et dans un rôle secondaire dans la comédie romantique The Old Cinderella, produit par Lu Chuan.

## Vie privée
Depuis mai 2012, Zhu est en couple avec Lapo Elkann, ils se séparent en 2013,.

## Filmographie

### Cinéma
- 2011 : What Women Want (Wo zhi nu ren xin) : Xiao Wu
- 2012 : Shanghai Calling : Fang Fang
- 2012 : Cloud Atlas : Megan Sixsmith
- 2012 : L'Homme aux poings de fer : Chi Chi
- 2012 : Cannibal Grass (Shi ren cao) : Chu Chu
- 2014 : The Old Cinderella (Tuo gui shi dai) : Mao Mao
- 2014 : Last Flight (Jue ming hang ban) : Lorrain
- 2014 : A Bed Affair (Chuang shang guan xi 2) (court métrage) : Li Chuan
- 2014 : Secret Sharer : Li
- 2015 : Tales of Mystery (Guai tan) : Xiao Feng
- 2015 : Doomed Disaster (Gui jie) : Coco
- 2016 : The Apparition (E ling zhi men) :
- 2016 : Great Mr. Zhou (Liao bu qi de zhou xian sheng) : Ning Dai
- 2016 : Be Careful of No Shadow Man (Xiao xin mei you ying zi de ren) : Zhang Jingru
- 2017 : Tubelight : Li Leing
- 2018 : Pacific Rim Uprising de Steven S. DeKnight : Juen
- 2018 : Edge of Fear : Laura Chen

### Télévision
- 2014-2016 : Marco Polo : Kokachin

## Discographie

### Album
- 2009 : Zhu Zhu